# Megastigmus hypogeus
Megastigmus hypogeus är en stekelart som först beskrevs av Hussey 1956.  Megastigmus hypogeus ingår i släktet Megastigmus och familjen gallglanssteklar. Inga underarter finns listade i Catalogue of Life.